# Academia Mexicana de Artes y Ciencias Cinematográficas
La Academia Mexicana de Artes y Ciencias Cinematográficas se fundó el 3 de julio de 1946, en la Ciudad de México. Su presidente es el cineasta Armando Casas.

## Fundación
Los siguientes personajes se reunieron ante un notario público para formalizar la fundación de la Academia:
| - Celestino Gorostiza, guionista y director. - Felipe Gregorio Castillo, director de fotografía. - Raúl de Anda, productor. - Carlos Carriedo Galván, abogado. - César Santos Galindo, abogado - Fernando Soler, actor - Manuel Fontanals, escenógrafo - Ignacio Fernández Esperón “Tata Nacho”, compositor - Eduardo Hernández Moncada, pianista y compositor - Oswaldo Diaz Rúanova, periodista - Fernando Morales Ortiz, periodista - Eugenio Maldonado, abogado | - José María Sánchez García, periodista - Antonio Castro Leal, abogado - Adela Formoso de Obregón Santacilia, instructora de cine - Carlos Pellicer, guionista - Alejandro Galindo, director y escritor - Juan Manuel Torrea - Jorge Fernández, escenógrafo - Francisco de P. Cabrera, productor - Ángel Garasa Bergés, actor - Adolfo Fernández Bustamante, director - Gabriel Figueroa, director de fotografía |

En el momento de la fundación de la Academia, la industria fílmica de México vivía su momento cumbre. En dicho año, se rodaron 85 películas, estableciéndose así un récord que aún permanece vigente.
El propósito de crear una Academia dedicada exclusivamente a la industria fílmica, era el promover avances en las artes y ciencias del cine, así como dar reconocimiento público a aquellas producciones y personas que hubieran realizado un trabajo excepcional en la industria cinematográfica.
Sin embargo, en la práctica la Academia solo se esforzaba para reconocer a las mejores producciones, por medio del Premio Ariel, que se entregó de 1947 a 1958. Después de 1958, el número de producciones fílmicas cayó considerablemente y la ceremonia de entrega se dejó de hacer hasta 1972. Cuando se reanudó la ceremonia de entrega en 1972, esta se ha llevado a cabo ininterrumpidamente año tras año.

## Academia

### Espíritu
La importancia de la Academia Mexicana de Artes y Ciencias Cinematográficas, A.C., que fundamenta su existencia, deriva de los fines para los que fue creada establecidos claramente en sus estatutos vigentes.
"Promover la difusión, la investigación, la preservación, el desarrollo y la defensa de las artes y ciencias cinematográficas".
- Difusión: La Academia se siente comprometida en todo lo que atañe a que el cine mexicano se conozca y se valore mejor en México y en el extranjero. Se empeña, por ello, en que las cintas mexicanas se distribuyan y se exhiban mejor en las salas del país y de otros países. Por eso apoya la realización de festivales, de semanas de cine mexicano, de encuentros entre cineastas. Por eso premia anualmente los mejores trabajos de las cintas exhibidas durante cada año. Por eso apoya la construcción de nuevas salas que den pantalla y promoción a nuestras cintas.

- Investigación: La Academia considera fundamental el mejor conocimiento del pasado y del presente del cine nacional. La historia de nuestro cine es, para ella, un capítulo importante de todo que hacer que contribuya a que conozcamos mejor lo que se ha hecho y lo que hacemos. La edición de libros que hablen sobre el desarrollo de nuestra industria, que preserven guiones o trabajos teóricos, que consignen biografías de nuestros cineastas y técnicos, así como la enseñanza en escuelas, institutos y talleres de las distintas especialidades de la tarea cinematográfica, son preocupaciones claves de la Academia. Tan importante considera la investigación del pasado, como la mirada hacia el futuro en relación con las nuevas técnicas de creación y de filmación.

- Preservación: La Academia debe cuidar, vigilar y participar en todo lo que permita conservar nuestras obras de creación cinematográfica. Le importa, no solo el acervo del material fílmico sino también el de locales, institutos y estudios donde se hace posible la tarea creativa.

- Desarrollo: La Academia se preocupa y atiende lo relacionado al crecimiento y solidez de la industria cinematográfica nacional. Apoyándose en su relación con las instancias gubernamentales y con las empresas de producción busca que se filmen más y mejores películas y apoya a sus creadores y técnicos para abrirles más oportunidades de llevar a cabo sus proyectos. Tal preocupación se prolonga hacia cinematografías extranjeras donde tengan cabida y reconocimiento los cineastas y los técnicos del país.

- Defensa: Como organismo independiente, como entidad gremial ajena a compromisos políticos o económicos con instituciones gubernamentales o con empresas privadas del país o del extranjero, la Academia se propone -y en eso se empeña- defender la libertad creativa y laboral de los cineastas mexicanos. Lo mismo los defiende de actos censores o de agravios laborales, que de cualquier acción que limite la digna actividad cinematográfica. En su calidad de organismo gremial independiente está llamada a ser un árbitro moral en cualquier género de disputas, avalada por la trayectoria cinematográfica de sus miembros y por su disposición a defender, desinteresadamente, el presente y el futuro del cine mexicano.

### Reestructuración
A lo largo de su historia, la Academia Mexicana de Artes y Ciencias Cinematográficas, A. C., y los estatutos que la rigen han sido modificados en diversas oportunidades con la finalidad de responder a las necesidades de la cinematografía nacional.
En 1998, la Academia pasó de estar conformada por personas morales, a quedar integrada por creadores cinematográficos. Estos fueron seleccionados, por la anterior Academia, en función de su destacada obra y trayectoria cinematográfica. El 27 de agosto del mismo año un cuerpo colegiado de catorce miembros conformó la Asamblea General de la Academia. En el Comité Coordinador fueron nombrados: Jorge Fons, Presidente; Pedro Armendáriz Jr., Secretario; Víctor Hugo Rascón Banda, Tesorero; Diana Bracho y Patricia Reyes Spíndola, Vocales. Este Comité se mantuvo, conforme a las elecciones en Asamblea, al frente de la Academia hasta el 2002.
En su nueva conformación, la Academia se planteó como propósito fundamental recuperar y revalorizar el objeto para el que fue creada: “Promover la difusión, la investigación, la preservación, el desarrollo y la defensa de las artes y las ciencias cinematográficas" el cual queda descrito en un manifiesto que la Academia ha denominado Espíritu.
De acuerdo a sus estatutos, la Academia celebró elecciones de Comité Coordinador en agosto de 2002. Entonces, fue nombrada Presidenta de la Academia: Diana Bracho, ratificados en sus cargos de Secretario: Pedro Armendáriz Jr. y de Tesorero: Víctor Hugo Rascón Banda; y se integraron como vocales Vicente Leñero y Carlos Carrera. El 3 de agosto de 2004, el mismo Comité Coordinador fue reelecto para un segundo periodo de funciones.
Desde esta reestructuración, la Academia ha mantenido una revisión integral de sus estatutos para estar acorde con las necesidades actuales de la cinematografía mexicana y del mundo. Esta revisión ha dado como resultados: la actualización de las categorías que se consideran para ser reconocidas con el Ariel; la conformación de un Comité de Elección de Ganadores del Ariel y de un Comité de Elección de las películas que representan a la cinematografía mexicana en los Premios de las Academias de España y de Estados Unidos. Actualmente son aproximadamente 80 los cineastas, ganadores del Ariel de las tres últimas entregas, quienes –además de los Miembros Honorarios y los Miembros Activos de la Academia- tienen derecho a integrarse a los Comités de Elección.

## Miembros actuales

### Comité de organización
Desde el 1 de noviembre de 2019
- Presidenta: Mónica Lozano, productora
- Vicepresidenta: Marina Stavenhagen, directora
- Secretario: Flavio González Mello, guionista
- Tesorero: Rodrigo Herranz Fanjul, productor
  - Vocal: Ernesto Contreras, director
  - Vocal: Juan José Saravia, director
  - Vocal: Everardo González, director
  - Vocal: Lucía Gajá Ferrer, directora
  - Vocal: Nerio Barberis, diseñador de sonido
  - Comisión de Fiscalización y Vigilancia: Guadalupe Ferrer Andrade, productora
  - Comisión de Fiscalización y Vigilancia: Jorge Michel Grau, director
  - Comisión de Fiscalización y Vigilancia: Leticia Huijara, actriz

### Miembros activos
| - Adela Cortázar, diseñadora de vestuario - Alberto Cortés, director - Arcelia Ramírez, actriz - Armando Casas, director - Axel Muñoz, editor - Bárbara Enríquez, directora de arte - Daniel Hidalgo, compositor - Francisco Vargas, director - Francisco X. Rivera, editor - Gloria Carrasco, directora de arte - Guillermo Granillo, director de fotografía - Ignacio Ortiz, director - Inna Payán, productora - Isabel Muñoz Cota, guionista - Jorge Zárate, actor | - José Sefami, actor - Juan Carlos Colombo, actor - Juan José Saravia, director de fotografía - Karina Gidi, actriz - Kenya Márquez Alkadef Cortés, directora - Laura Imperiale, productor - Mariana Rodríguez - Mariestela Fernández, diseñadora de vestuario - Miguel Hernández - Nicolás Echevarría, director - Omar Guzmán, músico - Roberto Fiesco, director - Sofía Carrillo, directora - Verónica Langer, actriz |

### Miembros eméritos
| - Silvia Pinal, actriz - Bertha Navarro, productora - Blanca Guerra, actriz - Carlos Carrera, director - Diana Bracho, actriz - Dolores Heredia, actriz - Ernesto Gómez Cruz, actor - Jorge Fons, director - Jorge Sánchez - Juan Antonio de la Riva, director - María Rojo, actriz - Lucía Álvarez, compositora - Toni Kuhn, director de fotografía |

### Miembros honorarios
| - Centro de Capacitación Cinematográfica - Cineteca Nacional - Dirección General de Actividades Cinematográficas – Filmoteca de la UNAM - Escuela Nacional de Artes Cinematográficas |